# Vadsbrosjön
Vadsbrosjön är en sjö i Flens kommun i Södermanland och ingår i Nyköpingsåns huvudavrinningsområde. Sjön är 8,5 meter djup, har en yta på 1,84 kvadratkilometer och befinner sig 20 meter över havet. Sjön avvattnas av vattendraget Hedenlundaån.

## Delavrinningsområde
Vadsbrosjön ingår i det delavrinningsområde (653879-154692) som SMHI kallar för Utloppet av Vadsbrosjön. Medelhöjden är 38 meter över havet och ytan är 16,34 kvadratkilometer. Räknas de 38 avrinningsområdena uppströms in blir den ackumulerade arean 415,04 kvadratkilometer. Hedenlundaån som avvattnar avrinningsområdet har biflödesordning 3, vilket innebär att vattnet flödar genom totalt 3 vattendrag innan det når havet efter 46 kilometer. Avrinningsområdet består mestadels av skog (39 procent), öppen mark (14 procent) och jordbruk (34 procent). Avrinningsområdet har 1,84 kvadratkilometer vattenytor vilket ger det en sjöprocent på 11,3 procent.